# NGC 2157
NGC 2157 (другое обозначение — ESO 57-SC58) — рассеянное скопление в созвездии Золотая Рыба.
Этот объект входит в число перечисленных в оригинальной редакции «Нового общего каталога».
В NGC 2157 наблюдается сегрегация масс. Диапазон масс звёзд скопления — от 0,75 до 5,1 масс Солнца. Во внешних областях скопления преобладают звёзды с малой массой.